# Joseph-Zoël Cyr-Miquelon
 (juin 2008).
Si vous disposez d'ouvrages ou d'articles de référence ou si vous connaissez des sites web de qualité traitant du thème abordé ici, merci de compléter l'article en donnant les références utiles à sa vérifiabilité et en les liant à la section « Notes et références ».
Joseph-Zoël Cyr-Miquelon (Saint-Félix-de-Kingsey, 11 février 1834 - Wetaskiwin, 9 août 1899), arpenteur et poète, est un des fondateurs de la municipalité de canton de Saint-Camille.

## Biographie
Fils de Pierre Miquelon et de Marie-Anne Painchaud, Joseph-Zoël Cyr-Miquelon naquit le 11 février 1834 à Saint-Félix-de-Kingsey. Colon à seize ans, il fut l'un des premiers arrivants sur le territoire qui deviendrait plus tard le canton de Saint-Camille.
Il épousa Nancy Durning à Wotton en 1856, avec qui il eut huit enfants.
Très actif dans la communauté, Zoël Miquelon fut directeur des travaux des chemins de colonisation qui s'ouvrirent dans la région. Il participe aussi activement à la mise en place des principales institutions de la paroisse de Saint-Camille: secrétaire-trésorier du premier conseil municipal en 1860, secrétaire-trésorier du premier conseil d'administration de la naissante Commission scolaire en 1861 et membre fondateur et secrétaire-trésorier de la Société d'agriculture no 2 du comté de Wolfe en 1866. Le 18 février 1874, Zoël Miquelon fut nommé garde forestier et en eut la charge jusqu'à son départ pour l'Ouest canadien en juin 1883.
Lors de son décès survenu le 9 août 1899, M. Miquelon habitait la petite ville de Wetaskawin, en Alberta, dont il fut l'un des pionniers. Son service et sa sépulture eurent lieu le 11 août à Saint-Albert.

## Son œuvre
Les souvenirs et les œuvres de Zoël Miquelon sont conservés par la famille Crépeau. Ses écrits ont accompagné les gens de sa communauté sans avoir fait l'objet de publications.
Dans La paroisse de Saint-Camille, l'abbé L.-A. Lévesque cite un article rendant hommage à Zoël Miquelon  avant son départ vers l'ouest canadien et paru dans l'Album des familles en 1883 :
M. J.-Z.-C. Miquelon, de Saint-Camille de Wotton, avantageusement connu dans cette partie du pays, vient de publier une poésie, pleine de sentiments, à l'occasion de son départ pour le Nord-Ouest. Pour n'avoir reçu qu'une éducation élémentaire, dit   le Sorelois, M. Miquelon n'en possède pas moins une somme considérable de connaissances qu'il a acquises à force de travail. Il s'est toujours distingué pour la facilité avec laquelle il tourne ses vers et on peut dire de lui qu'il est un véritable chansonnier vivant. Âme sensible et charitable, ami sincère et dévoué comme on en rencontre rarement, M. Miquelon sera sincèrement regretté par ses nombreux amis de la province de Québec.
Malgré la distance, Zoël Miquelon resta toujours attaché à son village comme en témoigne un de ses poèmes intitulé Mon Village.
| Mon Village                                             |
| ------------------------------------------------------- |
| Le cinq du mois d'août dix-huit cent cinquante-deux     |
| À Wotton je passais, marchant vers la frontière.        |
| Ma route était boueuse et le ciel nuageux,              |
| Quand deux heures après j'arrivai à l'Équerre,          |
| Nom équivalent à détour à angle droit.                  |
| De la route en ce lieu presque à l'état sauvage         |
| Le voyageur avait devant lui la forêt                   |
| Et deux pauvres huttes; c'était tout le village.        |
| -                                                       |
| Le bois, l'épais fourré, cet étrange plateau,           |
| Sur le déclin du jour ne portait pas envie.             |
| Aucun bruit, aucun son, pas un petit ruisseau,          |
| Pas un murmure pour chasser ma rêverie.                 |
| Pour moins me rassurer le tonnerre grondait             |
| Au-dessus de ma tête annonçant un orage.                |
| De l'endroit qui, ce jour, m'a paru sans attrait,       |
| Heureux de l'avouer j'en ai fait mon village.           |
| -                                                       |
| Ces fiers géants qui couvraient ce canton,              |
| Propriété de l'ours à l'épaisse fourrure,               |
| Ont cédé au travail du vaillant bûcheron                |
| Pour être remplacés par des champs en culture.          |
| Sur le bord de la voie ou plutôt du sentier             |
| Où je m'étais assis fatigué du voyage,                  |
| S'élance dans les airs un superbe clocher.              |
| C'est sur ce même sol qu'est assis mon village.         |
| -                                                       |
| Pendant trente ans et plus, j'en fus l'humble habitant; |
| Il est de par bon droit berceau de ma famille.          |
| J'ai plus ou moins pris part à son gouvernement,        |
| À tout ce qui pouvait aider à Saint-Camille.            |
| Le lecteur m'a compris, c'est ce groupe coquet          |
| De maisons recevant l'ombre d'un vert bocage            |
| Grâce aux nobles efforts faits par l'abbé Charest       |
| Qui peut avec orgueil le nommer son Village.            |
| -                                                       |
| Combien de souvenirs resteront attachés                 |
| Au bourg où s'est joué le drame de ma vie!              |
| C'est là que mes enfants sont dans le monde entrés,     |
| C'est là qu'aux champs des morts ma fille est endormie. |
| Tous nous avons reçu d'un pouvoir surhumain             |
| Des dons et des talents formant notre apanage.          |
| Si Dieu m'avait doué de celui d'écrivain                |
| Mon premier parchemin serait pour mon Village.          |
| -                                                       |
| Voilà neuf ans enfuis, emportés par le temps,           |
| Depuis que je chéris une autre résidence.               |
| Je supporte le poids de cinquante printemps             |
| Qui fait plier mon corps, rebel à l'évidence.           |
| J'ai quitté pour moi-même et plus pour mes enfants      |
| Cet endroit si aimé; en cela je fus sage.               |
| Mais c'est avec plaisir qu'à tout propos j'entends      |
| Ma femme en soupirant le nommer «son Village»           |